# Климово (Климовское сельское поселение)
Кли́мово — деревня в Ефимовском городском поселении Бокситогорского района Ленинградской области. Бывший административный центр Климовского сельского поселения.

## История
КЛИМОВО — усадьба Труфановского общества, прихода села Озерева. Река Чагодоща. 

Строений — 9, в том числе жилых — 2. 

Число жителей по приходским сведениям 1879 г.: 2 м. п., 2 ж. п.

В конце XIX — начале XX века земли современной деревни Климово административно относились к Тарантаевской волости 5-го земского участка 3-го стана Тихвинского уезда Новгородской губернии.

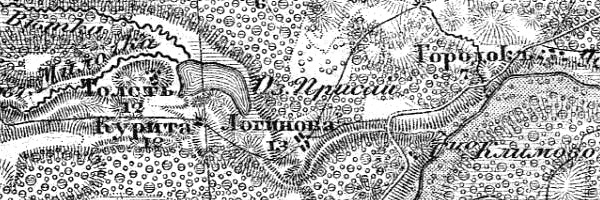
Деревня Климово на карте 1912 года

Согласно военно-топографической карте Новгородской губернии издания 1912 года это было сельцо Климово.
По данным 1933 года выселок Климово входил в состав Логиновского карельского национального сельсовета Ефимовского района Ленинградской области.
По данным 1936 года в состав Логиновского сельсовета входили 6 населённых пунктов, 97 хозяйств и 6 колхозов, деревня Климово была административным центром поселения.
С 1939 года деревня Климово состояла в Турандинском сельсовете.
С 1954 года — в Озеревском сельсовете.
12 января 1965 деревня Климово вместе с Озеревским сельсоветом вошла в состав Бокситогорского района.
По данным 1966 и 1973 годов деревня Климово являлась административным центром Озеревского сельсовета, деревне размещалась центральная усадьба совхоза «Новый Быт».
По данным 1990 года деревня Климово являлась административным центром Климовского сельсовета, в состав которого входили 22 населённых пункта, общей численностью населения 1388 человек. В самой деревне Климово  проживали 845 человек.
В 1997 году в деревне Климово Климовской волости проживали 776 человек, в 2002 году — 582 человека (русские — 97 %).
С 1 января 2006 года в соответствии с областным законом № 78-оз от 26 октября 2004 года «Об установлении границ и наделении соответствующим статусом муниципального образования Бокситогорский муниципальный район и муниципальных образований в его составе» деревня Климово является центром Климовского сельского поселения.
В 2007 году в деревне Климово Климовского СП проживали 687 человек, в 2010 году — 605.
В мае 2019 года Климовское сельское поселение вошло в состав Ефимовского городского поселения.

## География
Деревня расположена в южной части района на автодороге 41К-030 (Красная Речка — Турандино) в месте примыкания к ней автодороги 41К-278 (Климово — Забелино). 
Расстояние до районного центра — 101 км.
Расстояние до ближайшей железнодорожной станции Ефимовская на линии Волховстрой I — Вологда — 45 км.
Деревня находится на левом берегу реки Чагода.

## Демография
| 1997 | 2002 | 2007 | 2010 | 2017 |
| ---- | ---- | ---- | ---- | ---- |
| 776  | ↘582 | ↗687 | ↘605 | ↘561 |

В посёлке проживает небольшая группа тихвинских карел.

## Инфраструктура
В деревне зарегистрировано 260 домохозяйств.

## Достопримечательности
В деревне Климово ежегодно в последнее воскресенье июля проходит местный праздник «Родники земли Климовской».